# إلمر روبنسون
إلمر روبنسون (بالإنجليزية: Elmer Robinson)‏ هو محامي وسياسي أمريكي، ولد في 3 أكتوبر 1894 بسان فرانسيسكو في الولايات المتحدة، وتوفي في 9 يونيو 1982 بباراديس في الولايات المتحدة. حزبياً، نشط في الحزب الجمهوري. وقد انتخب عمدة سان فرانسيسكو ‏ (8 يناير 1948 – 8 يناير 1956).